# Mimudea cyanalis
Mimudea cyanalis is een vlinder uit de familie van de grasmotten (Crambidae). De wetenschappelijke naam van de soort is voor het eerst geldig gepubliceerd door de la Harpe.